# Bikoeriem
Bikoeriem (Hebreeuws: ביכורים, letterlijk eerstelingen) is het elfde en tevens laatste traktaat (masechet) van de Orde Zeraïem (Seder Zeraïem) van de Misjna en de Talmoed. Het beslaat drie hoofdstukken (in sommige uitgaven vier).
Het traktaat behandelt de regels over het voorschrift uit de Thora de eerstelingen naar Jeruzalem te brengen en over het uitspreken daarbij van de voorgeschreven formule. De verplichting wordt in de Thora beschreven in Deuteronomium 26:1 en volgende.
Bikoeriem bevat alleen Gemara (rabbijns commentaar op de Misjna) in de Jeruzalemse Talmoed, bestaande uit 13 folia en komt aldus in de Babylonische Talmoed niet voor.